# Mison
Mison település Franciaországban, Alpes-de-Haute-Provence megyében. Lakosainak száma 1115 fő (2022. január 1.). Mison Sisteron, Laragne-Montéglin, Le Poët, Upaix és Val-Buëch-Méouge községekkel határos.

## Népesség
A település népességének változása:
| Lakosok száma | 511  | 579  | 764  | 966  | 1064 | 1106 | 1128 | 1121 | 1118 | 1115 |
|               | 1968 | 1982 | 1990 | 2006 | 2013 | 2015 | 2017 | 2019 | 2020 | 2022 |